# Gewindeschablone

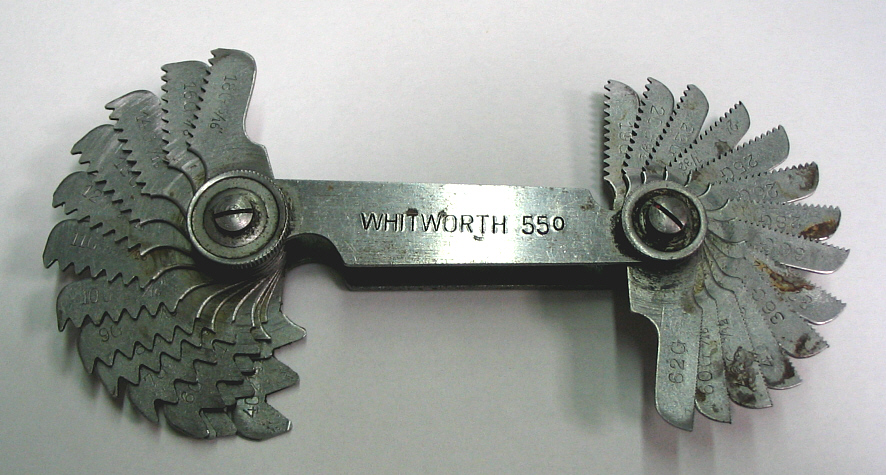
Gewindeschablonen für Whitworth-Gewinde

Die Gewindeschablone (auch Gewindelehre oder Gewindekamm genannt) dient dem Prüfen der Gewindesteigung bei gegebener Flankensteilheit.

## Bau und Funktion

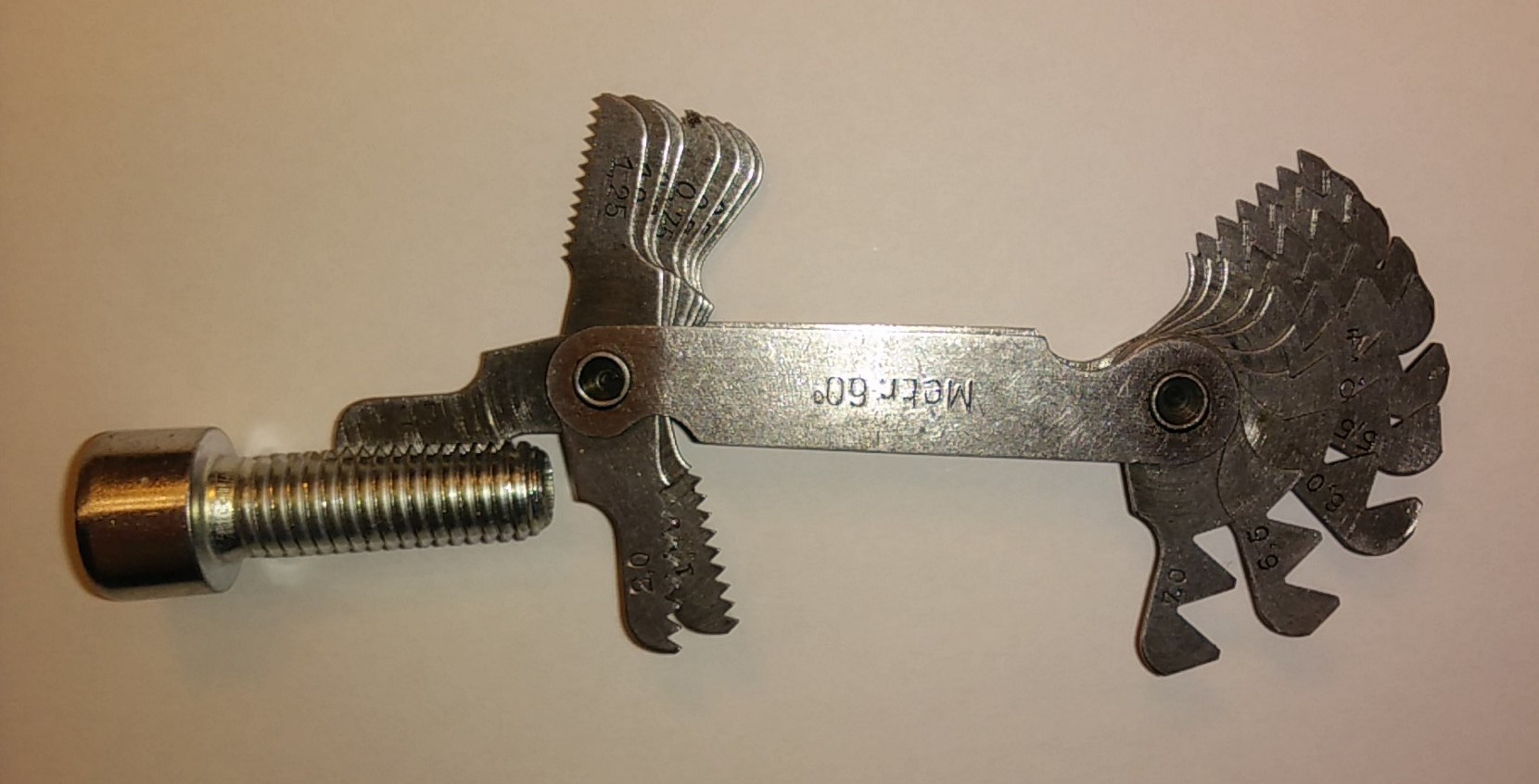
Anwendung

Die Gewindeschablone arbeitet mit dem Lichtspaltverfahren und ist für Außengewinde geeignet. Für Innengewinde eignet sie sich nur begrenzt. Ein Gewindeschablonen-Satz ist für jeweils eine bestimmte Gewindenorm mit festgelegter Flankensteilheit und Flankenform geeignet. Jede Gewindeschablone verkörpert jeweils eine bestimmte Steigung. Die einzelnen Mess-Schablonen sind fächerartig zusammengefasst. Die Form ist an einer Seite des Blechs als Negativform des Gewindes eingearbeitet. 

## Anwendung
Zum Prüfen eines Gewindes auf Maßhaltigkeit wird die Schablone einfach auf das Gewinde gelegt und gegen eine helle Lichtquelle gehalten. Dringt Licht zwischen Schablone und Gewinde durch, erfüllt das Gewinde nicht die Vorgaben. 
Um Steigung und Flankensteilheit zu bestimmen, testet man mit den unterschiedlichen Schablonen, bis eine genau passt, also fast kein Licht mehr durchscheint. An der Beschriftung der betreffenden Lehre kann man dann die gemessene Steigung und Flankensteilheit ablesen
Mit der Gewindeschablone lässt sich keine Aussage über andere Kenngrößen des Gewindes machen.